# Lago Shinji
Il lago Shinji (宍道湖?, Shinji-ko) è un lago situato nella zona settentrionale della prefettura di Shimane, in Giappone. Rappresenta il settimo lago più ampio del paese, con una circonferenza di circa 48 km.